# Карманные расходы

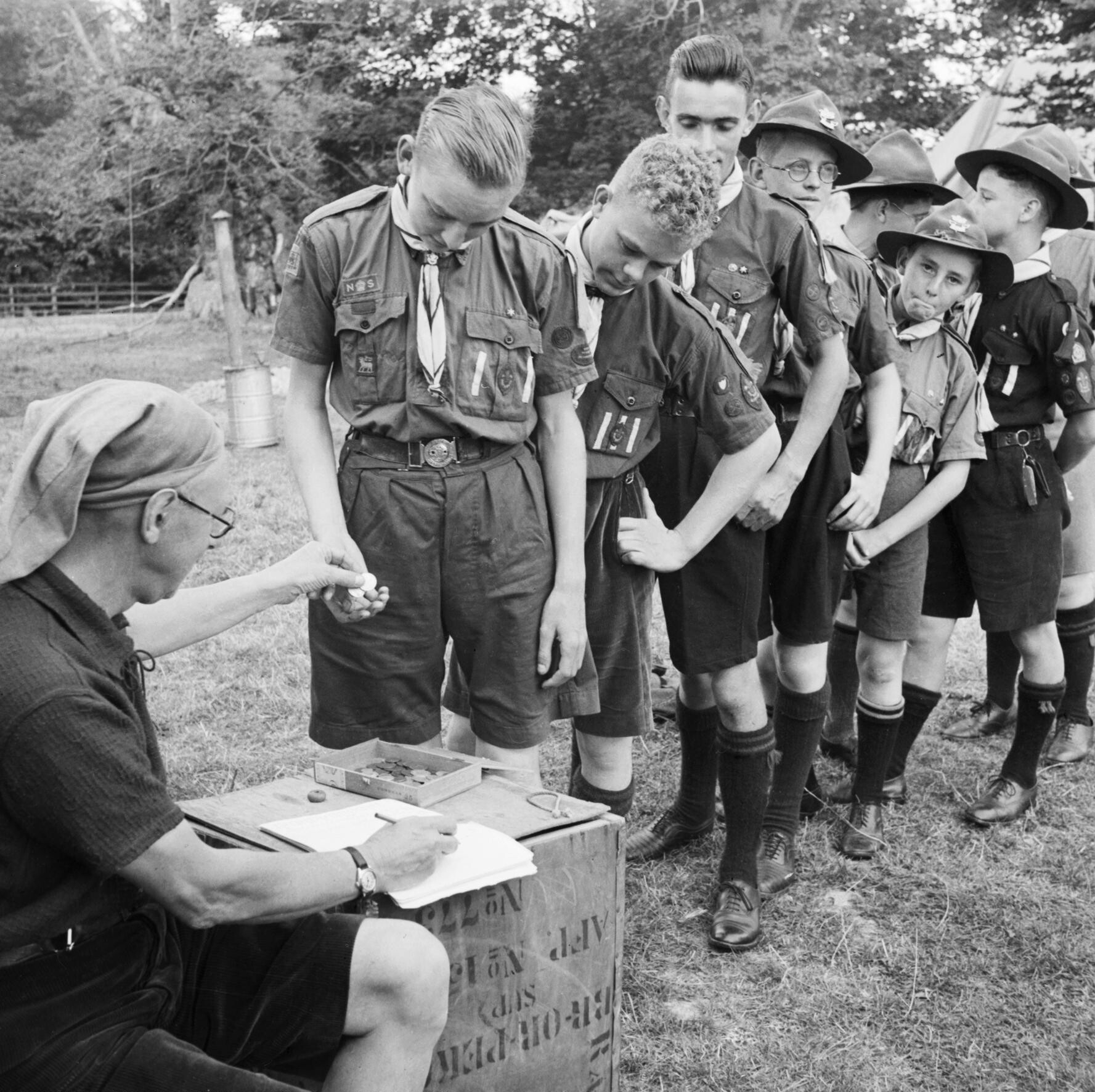
Выдача карманных денег британским скаутам в 1943 году неподалеку от Кембриджа. Дети старше 14 лет получают половину кроны, а те кто младше 14 лет получают шиллинг.

Карманные расходы — текущие, ежедневные расходы лица (сумма на покрытие которых всегда должна быть в кармане). Денежные средства, необходимые для карманных расходов, называют карманными деньгами. Как правило, родители дают своим детям карманные деньги для обучения основам финансовой грамотности. Бюджетные расходы, например, на дорогу, питание и тому подобное, карманными не являются.
В обществе существуют споры на тему того, давать ли детям карманные деньги, или нет. А если давать, то с какого возраста и в каком объёме. По мнению экономиста Евгении Обуховой, давать детям карманные деньги следует с 6-7 лет. По мере взросления ребёнка суммы следует увеличивать, а выдавать их необходимо реже, поскольку с возрастом у ребёнка появляются навыки финансового планирования. Бизнес-тренер Лариса Плотницкая советует закладывать карманные расходы в семейный бюджет и привлекать ребёнка к обсуждению доходов семьи. Ребёнок должен понимать, откуда деньги семьи берутся, как расходуются, и почему ему выделяют именно такую сумму. Карманные деньги желательно выплачивать регулярно в заранее оговоренные дни. Не получающий карманных денег старшеклассник может ощущать себя неполноценным. Кроме того, карманные деньги являются профилактикой детского воровства. Свободная возможность распоряжаться карманными деньгами ведёт к получению личного опыта в финансовой сфере, хотя при этом ребёнок и будет совершать ошибки. По мнению Евгении Обуховой, в возрасте 16-18 лет на смену карманным деньгам должны постепенно приходить деньги, которые ребёнок зарабатывает сам.
Зачастую родители дают детям карманные деньги за хорошие оценки или сделанные работы по дому. Таким образом, деньги становятся рычагом для манипулирования ребёнком. Подобная практика не является оптимальной, так как основным предназначением карманных денег является обучение ребёнка финансовой грамотности. Финансовые навыки ребёнку необходимо постигать из личного опыта. Идею давать детям карманные деньги с целью их обучения финансовой грамотности популяризировала Сидони Грюнберг в своей книге 1912 года «Ваш ребенок сегодня и завтра» (англ. Your Child Today and Tomorrow).
По данным исследования компании Synovate Comcon, проведённого в России в 2014 году, карманные деньги получают 84 % детей в возрасте от 7 до 15 лет. Средняя сумма составляет 387 рублей в неделю. Основную часть карманных денег дети тратят на сладости, снэки и напитки. Около 4 % трат составляют игры и контент. Исследование показало, что лишь 6 % детей распоряжаются карманными деньгами самостоятельно, независимо от родителей. Исследование, проведённое Американским институтом сертифицированных общественных бухгалтеров (англ. American Institute of Certified Public Accountants) в 2019 году, показало, что средняя величина карманных денег, выплачиваемых детям в США, составляет 30 долларов в неделю.
Российские законы размер карманных денег не оговаривают. Иногда деньги на карманные расходы выделяет государство, например, в Швеции детям до 16 лет полагается в месяц 1050 шведских крон (около $128) а в Швейцарии — около $150. До совершеннолетия эти деньги получают родители, которые сами решают, давать ли их детям периодически на карманные расходы, или же после достижения совершеннолетия. Некоторые страны предоставляют детям возможность завести банковскую карту. Расходы по такой карте ограничены, а обо всех тратах родители информируются по СМС. В Индии в специальных «детских» банках можно открывать вклады, а с 15 лет брать кредиты.
Карманные деньги выделяют не только детям. Например, если в семье только один из супругов зарабатывает деньги, он может давать неработающему супругу деньги на карманные расходы в дополнение к деньгам на домохозяйство. Согласно немецким законам, в таком случае карманные деньги могут составлять 5—7 % от чистого дохода домохозяйства.